# Dán Etelka
Dán Etelka (Budapest, 1911. szeptember 7. – London, 1996.) színésznő. Húga Dán Klári színésznő.

## Élete
Dán (Deutsch) Mayer Márton kultúrmérnök és Vörös Terézia lánya. A Ráskai Lea leánygimnáziumban érettségizett. Bár nem készült színésznőnek, többször főszerepet játszott iskolai műkedvelő előadásokon. Egy tehetségkutató versenyen díjat nyert egy novellájával. Végül a színészi pálya mellett döntött. Már színinövendék korában vezető szerepet játszott a Nemzeti Színház Érdekek vására című darabjában. 1929 és 1932 között a Színművészeti Akadémia növendéke volt, majd a Magyar Színházhoz szerződött, de főszerephez az Andrássy úti Színházban jutott. 1934 őszétől a Király Színház tagja lett, de más színházakban is fellépett. A Royal Színházban A Pál utcai fiúk Nemecsek Ernőjét alakította nagy sikerrel.
A második világháború után Londonba költözött férjével.

## Magánélete
Házastársa Tarján György színész, színházi rendező volt, akivel 1936. november 3-án Budapesten kötött házasságot.

## Filmszerepei
- Vadrózsa (1939) – Róza, falusi lány
- Szervusz, Péter! (1939) – Takács Gizi
- Tökéletes férfi (1939) – Moróczy Sári, énekesnő az Olimpia bárban
- Az utolsó Wereczkey (1939) – szobalány a mándoki kastélyban